# Vincentiu Grigorescu
Vincentiu Grigorescu (Bucarest, 16 novembre 1923 – Castelnuovo Magra, 1º gennaio 2012) è stato un pittore italiano.

## Biografia
La sua attività di artista iniziò già nel 1938 con la realizzazione dei alcuni pastelli raffiguranti nature morte. Nel 1944 si iscrisse alla Facoltà di Architettura dell'Università di Bucarest.
In quegli anni partecipò come volontario alla Resistenza contro il nazismo. Paracadutista, venne ferito e decorato.
I suoi interessi di studio erano rivolti alle opere di Van Gogh, Cézanne e all'arte moderna di Duchamp, mentre la sua produzione spaziava dalle nature morte ad alcune opere astratte, che non ricevettero però le attenzioni che la critica rivolse ai suoi lavori caricaturali e di grafica pubblicitaria, insigniti di alcuni riconoscimenti.
Nel 1954 vinse a Mosca il premio per il Manifesto del Festival Mondiale della Gioventù e nel 1957 venne premiato anche alla triennale di Milano. Dalle grandi nature morte e dall'esperienza nella grafica pubblicitaria approda progressivamente ad una sorta di astrattismo concreto che coinvolge superficie, supporto e colore.
Negli anni 1964-1965 iniziò a realizzare la prima serie dei Neri, esponendo in Romania nel 1967 i Quadrati neri. Nel 1967-1968 si dedicò alla serie dei Manoscritti e venne eletto Segretario dell'Unione Artistica Rumena per la grafica, carica dalla quale si dimise polemicamente nel 1971.
Sono degli anni 1969-1970 i primi Tagli monocromatici.
Nell'ottobre del 1972 si trasferì in Italia, alla quale nel 1976 chiederà asilo politico, stabilendosi a Milano, dove eseguì la serie delle Farfalle, dal buon successo.
Grigorescu espose in questi anni a Bruxelles (1974) e alle gallerie milanesi "Studio A" (con la serie dei Bianchi), e "Vismara" (1976).
Negli anni Ottanta e Novanta completò una serie di Tagli colorati e di Neri (1982); espose inoltre una collezione di Nature morte alla Galleria "San Marco" di Seregno.
Nel 1999 lasciò Milano per stabilirsi a Castelnuovo Magra, dove si dedicò a Nature morte dall'accentuato cromatismo, senza tralasciare la sua ricerca sull'arte astratta.

## Esposizioni
Fra le personali di Grigorescu si ricordano quelle tenute a Bucarest, Düsseldorf, L'Aia, Uppsala, New York, Milano, Copenaghen, Bruxelles, Ostenda, Anversa, Charleroi, Torino, Budapest. Tra le collettive, quelle a Roma, Milano, Torino, Londra, Ginevra, Mosca, Pechino, Varsavia, Praga, Parigi, Nuova Delhi, Montréal, Québec, Baghdad, Sofia, L'Avana.

## Produzione pittorica e contributi critici
Partendo dalle nature morte, Grigorescu giunse gradualmente ad esprimersi solamente con il nero ed il bianco, affrontando così le problematiche tipiche dell'astrazione russa, olandese e francese. Allo stesso tempo, con logica riduttiva, limitava al massimo ogni dettaglio, privando i fenomeni rappresentati di ogni contesto riconoscibile.
Le sue opere astratte vennero spesso criticate in patria, ma con l'avvento al potere di Nicolae Ceaușescu, l'arte di Grigorescu subì una svolta: il suo astrattismo si inserì all'interno di un percorso europeo comune e venne maggiormente apprezzato.
Nella prima metà degli anni Settanta si accesero i contrasti con il regime rumeno che lo portaroni ad emigrare in Italia, dove progettò l'ultima stagione pittorica della sua vita: «disegni immaginari, sogni, dettagli cromatici che contengono il divenire, l'idea che l'esistenza sia un grande movimento».

## Opere in musei e collezioni di rilievo
Le opere di Grigorescu sono presenti in alcuni Musei di Stato rumeni e nelle importanti collezioni di E. G. Robinson, W. Rogers, Frank Shakespeare, F. von Thyssen, M. Pierborg, S. Brody e L. Pomini.